# ميخائيل مريديث (مخرج)
ميخائيل مريديث (بالإنجليزية: Michael Meredith)‏ هو كاتب سيناريو ومخرج أمريكي، ولد في 22 سبتمبر 1968 في دالاس في الولايات المتحدة.

## وصلات خارجية
- ميخائيل مريديث على موقع IMDb (الإنجليزية)
- ميخائيل مريديث على موقع روتن توميتوز (الإنجليزية)
- ميخائيل مريديث على موقع ألو سيني (الفرنسية)
- ميخائيل مريديث على موقع أول موفي (الإنجليزية)
- ميخائيل مريديث على موقع قاعدة بيانات الأفلام السويدية (السويدية)
- ميخائيل مريديث على موقع قاعدة بيانات الفيلم (الإنجليزية)
- ميخائيل مريديث على موقع كينوبويسك (الروسية)